# نانبرنهولم
نانبرنهولم (به انگلیسی: Nunburnholme) یک روستا و محله مدنی در بریتانیا است که در East Riding of Yorkshire واقع شده‌است. نانبرنهولم ۲۳۴ نفر جمعیت دارد.